# Jig-Ai
Jig-Ai ist eine Goregrind-Band aus Prag.

## Geschichte
Nachdem Buráks alte Band auseinanderging, startete er 2004 mit Petrasek und Brain ein namenloses Projekt. Nach einigen Proben wurde das Projekt aus Zeitmangel auf Eis gelegt. 2005, als Štefy zur Band stieß und Petrasek an den Drums ersetzte, starteten sie erneut. Sie spielten vier Lieder für die Promo-CD ein. 2006 wurde ihr erstes Album Jig-Ai bei Bizarre Leprous Production veröffentlicht. Nach dem Release gaben sie Konzerte in Tschechien und anderen europäischen Ländern und spielten bei der Grind Invasion Tour in Deutschland. 2007 bereitete sich die Gruppe auf das zweite Album vor und ging, neben einigen anderen Konzerten, auf die Grind Tour De Pologne durch Polen. 2008 waren sie bei der russischen Minitour von Katalepsy dabei und veröffentlichten ihr zweites Album mit dem Titel Katana Orgy.

## Stil
Die Band spielt sehr harten Goregrind, den sie mit Death-Metal- und Hardcoreelementen mischt. Typisch für die Band ist der ausschließlich gutturale Gesang. Die Tonhöhe der Pig-Squeals und Growls der Sänger wird per Pitch Shifter nach unten versetzt, was den ohnehin schon entmenschlicht klingenden Gesang zusätzlich verfremdet. Diesen tierischen und blubbernden Gesang bezeichnet man auch als „Frog Noises“.
Der Name und die Musik wurde durch Ero Guro beeinflusst, eine besondere Art des Hentai mit dem Fokus auf der Verstümmelung von Frauen. „Jigai“ ist das veraltete japanische Wort für Selbstmord.

## Diskografie
- 2006: Promo 2006 (Demo)
- 2006: Jig-Ai (CD)
- 2008: Katana Orgy (CD)
- 2011: Jig-Ai/Ass To Mouth (Split)
- 2014: Rising Sun Carnage (CD)
- 2019: Entrails Tsunami (CD)